# SPring-8
34°56′41″ пн. ш. 134°25′38″ сх. д. / 34.94472222° пн. ш. 134.42722222° сх. д.
SPring-8 (англ. Super Photon ring – 8 GeV) — прискорювальний комплекс, джерело синхротронного випромінювання третього покоління з найвищою в світі енергією 8 ГеВ, розташований у префектурі Хіого, Японія.
| Основні параметри синхротрона | Основні параметри синхротрона |
| ----------------------------- | ----------------------------- |
| Енергія електронів, E         | 8 ГеВ                         |
| Периметр, П                   | 1436 м                        |
| Горизонтальний емітанс, εx    | 3 нм·рад                      |
| Час життя пучка, τ            | 100 год                       |
| Повний струм пучка, Ib        | 100 мА                        |

Комплекс складається з лінійного прискорювача на енергію 1 ГеВ, бустерного синхротрона периметром 396 м на енергію до 8 ГеВ з частотою циклування 1 Гц, і, власне, накопичувального кільця SPring-8. На кільці організовано понад 50 виводів синхротронного випромінювання для різних експериментів.
Один з експериментів (Laser Electron Photon Experiment at SPring-8 — LEPS) використовує гамма-кванти високої енергії (ГеВ), отримані зворотним комптонівським розсіюванням лазерного випромінювання на пучку електронів, для потреб фізики елементарних частинок. Колаборація відома повідомленнями про виявлення пентакварків.

## Примітка
1. ↑  C. Amsler (Particle Data Group) et al. Review of Particle Physics: Pentaquarks // Physics Letters B[en]. — 2008. — Т. 667, № 1 (24 March). — С. 1—1340. Архівовано з джерела 21 грудня 2018. Процитовано 13 серпня 2021.
2. ↑  
T. Nakano (LEPS collaboration) et al. Evidence of the Θ+ in the γd → K+K−pn reaction // Physical Review : journal. — 2009. — Vol. 79, no. 2 (24 March). — P. 025210.